# Åke Janson
Åke Hjalmar Janson, född 8 januari 1916 i Uddevalla, död 13 oktober 1991 i Linköping, var en svensk arkitekt. 
Janson, som var son till byggmästare August Janson, avlade studentexamen i Uddevalla 1935 och utexaminerades från Kungliga Tekniska högskolan 1941. Efter anställningar på Kooperativa förbundets arkitektkontor, på Svenska Riksbyggen och Harry Eglers stadsplanebyrå anställdes han vid Bostadsstyrelsen 1953  samt var stadsarkitekt i Täby köping 1955–1960. Han var innehavare av Åke Janson Arkitektkontor AB i Stockholm från 1952 och i Nyköping från 1960 samt stadsarkitekt i Ösmo landskommun från 1966. Som sådan upprättade han på 1960-talet stadsplanen för småhusområdet på fastigheten Vansta 5:2 i västra Ösmo. Han är representerad i Sveriges arkitekturmuseum och skrev artiklar i fackpressen. Janson är begravd på Norra kyrkogården i Uddevalla.